# Библиотека Академии наук Литвы
Библиоте́ка Акаде́мии нау́к Литвы́ имени Врубле́вских (лит. Lietuvos mokslų akademijos Vrublevskių biblioteka) — универсальная публичная научная библиотека Литвы государственного значения; одна из крупнейших в стране.
Располагается в Вильнюсе на углу улиц Т. Врублевского и Жигиманту; официальный адрес  Žygimantų g. 1/8. Пользоваться имеют право все граждане Литвы и зарубежных государств. Ежегодно обслуживается около 20000 читателей. В 2004 году насчитывалось 16 477 зарегистрированных читателей, из них 176 из зарубежных стран. В 2008 году у библиотеки было 8 447 зарегистрированных читателей.

## История

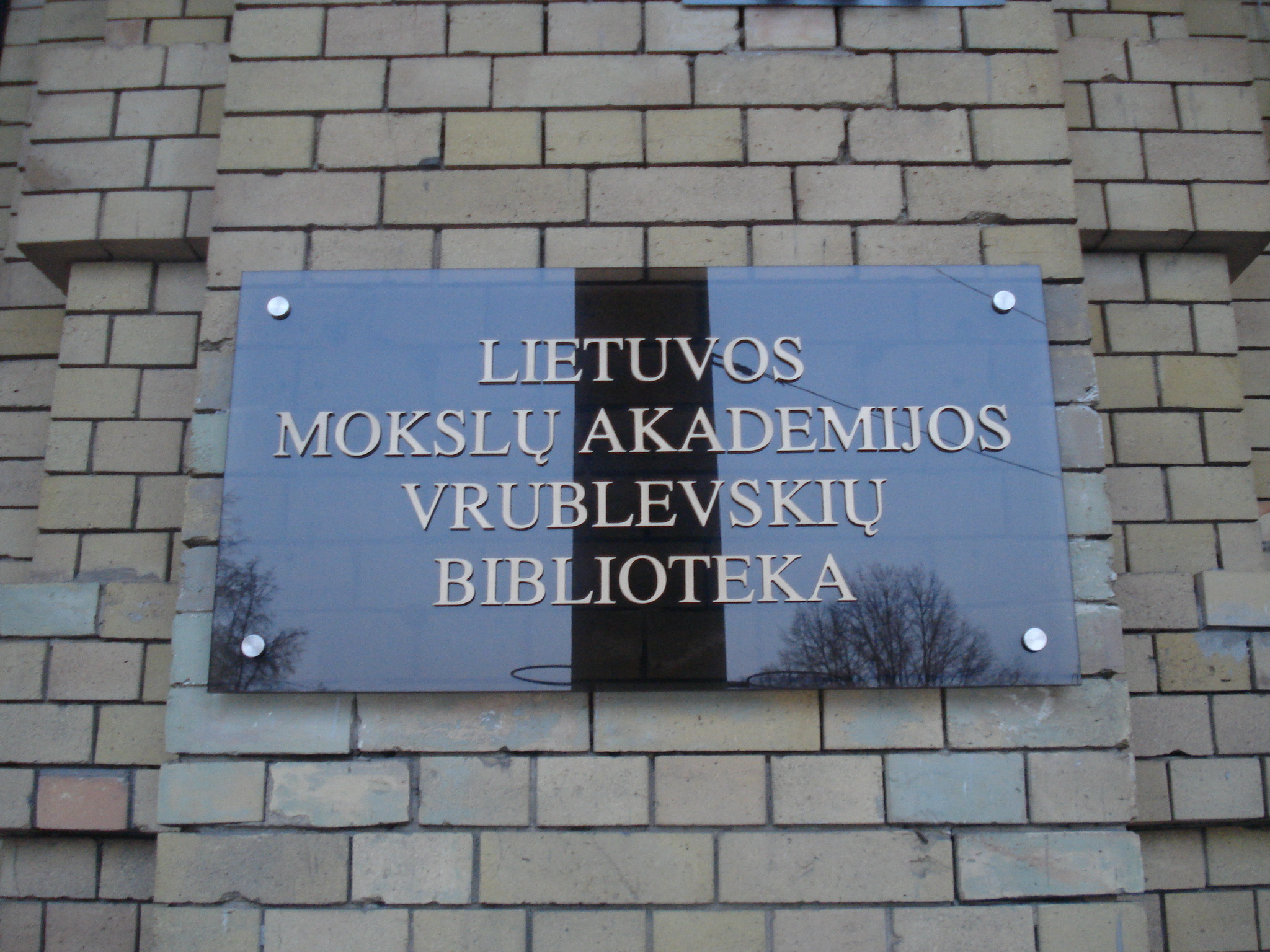
Вывеска библиотеки

Датой основания считается 1912 год, когда был зарегистрирован устав Общества публичной библиотеки имени Эустахия и Эмилии Врублевских. Библиотека насчитывала около 65000 книг, 1000 карт, около 5000 рукописей и автографов. Владелец библиотеки адвокат Тадеуш Врублевский в 1913 году передал её в собственность общества. Во время Первой мировой войны библиотека не действовала. В 1937 году Министерством просвещения Польши был утверждён новый устав Государственной публичной библиотеки Эустахия и Эмилии Врублевских.
В 1941 году на базе библиотеки Врублевских и библиотек евангелико-реформатского синода (основанной в 1557 году), Литовского научного общества, Римско-католической духовной семинарии, Православной духовной семинарии, Белорусского научного общества и других собраний была учреждена как Центральная библиотека Академии наук Литовской ССР. После Второй мировой войны фонды библиотеки пополнились изданиями и рукописями закрытых библиотек костёлов и монастырей, национализированных музеев, обществ, поместий, также частных библиотек Коссаковских, Тышкевичей, Рёмеров.
С 2002 года библиотека состоит в Ассоциации научных библиотек Литвы.
Осенью 2009 года Президиум Академии наук Литвы одобрил инициативу многолетнего директора библиотеки Юозаса Марцинкявичюса, неоднократно предпринимавшего попытки возвратить библиотеке историческое название. Название Lietuvos mokslų akademijos Vrublevskių biblioteka закреплено новым положением, утверждённым Президиумом Академии наук 24 ноября 2009 года. 31 декабря 2009 года на здании библиотеки была установлена новая вывеска.

## Структура
Отделы библиотеки действуют в 9 научных институтах (Институт химии, Институт теоретической физики и астрономии, Институт физики, Институт экологии, Институт культуры, философии и искусства, Институт биохимии, Институт математики и информатики, Институт ботаники, Институт геологии и географии).
В библиотеке имеются отделы обслуживания фондов и пользователей, каталогов, рукописей (все три основаны в 1941 году), отдел редких изданий (основан в 1957 году), отдел комплектации (основан в 1960 году), а также отделы информации (основан в 1961 году), консервации и реставрации (основан в 1976 году), старой периодики (основан в 1991 году), информационных систем (основан в 2003 году) и десять читальных залов.

## Фонд

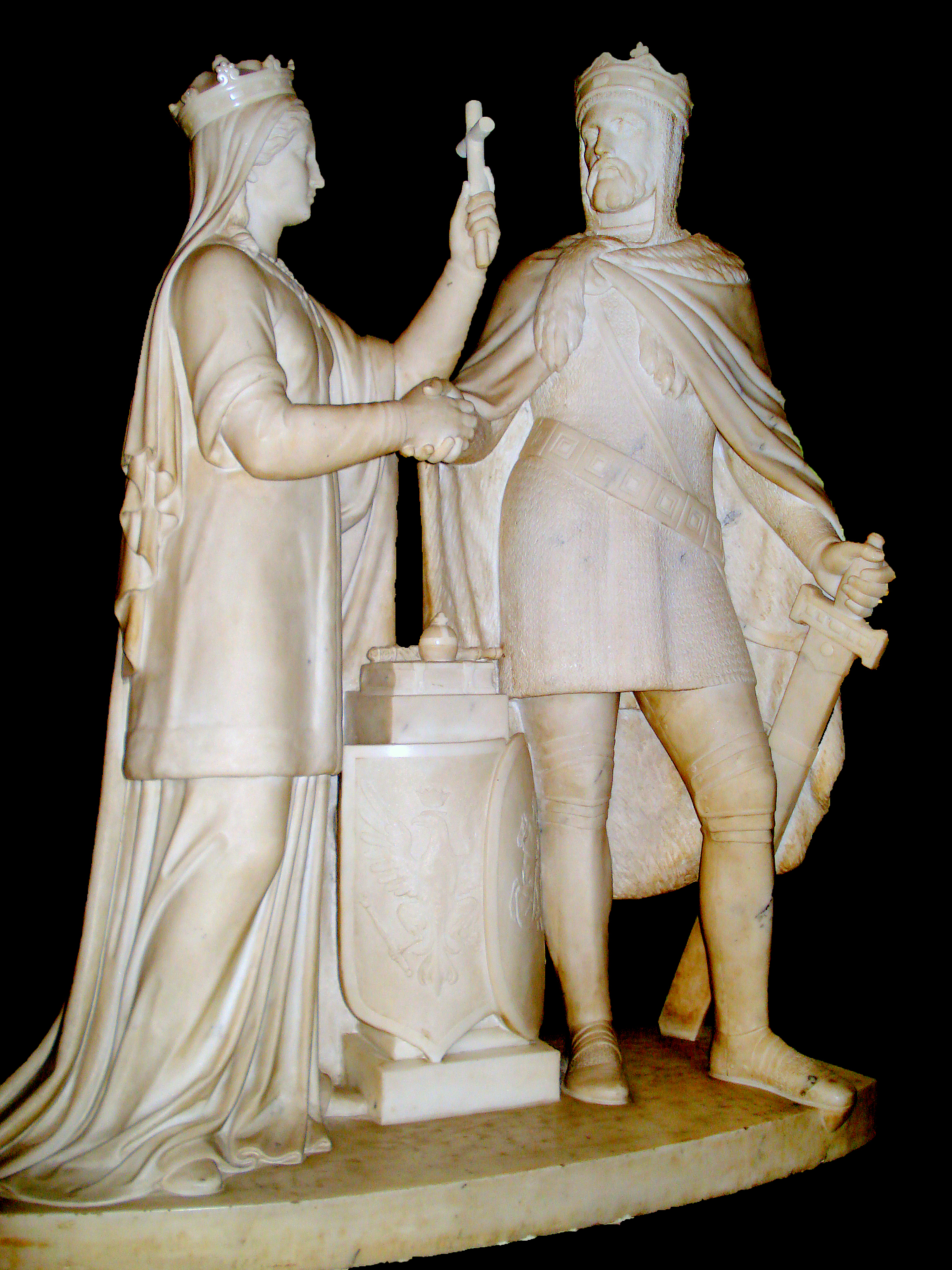
Ядвига и Ягелло

Собрание составляло 3,5 млн единиц хранения, в том числе 200 000 редких изданий (63 инкунабулы), 12 000 карт и атласов, 191 000 рукописей, свыше 1 400 пергаментов (1985). На 31 января 2005 года в библиотеке насчитывалось 3 772 391 единица хранения, из них 261 394 экземпляров рукописных документов.
В 2007 году фонд насичтывал 3 752 718 экземпляров, из них 3 482 978 книг и сериальных изданий, 255 028 рукописей, 9188 микрофильмов, 5323 картографических и 201 электронный документ.
На 31 декабря 2008 года фонд библиотеки составили 3 797 732 экземпляров, из них 265 173 единиц хранения рукописных документов. Ежегодный прирост фондов около 70000 экземпляров. Книгообмен с 730 библиотеками и научными учреждениями.
В начале 2019 года фонды библиотеки составляли 3 716 790 документов. В библиотеке имеется более 450 000 старых и редких рукописей и изданий, среди них — Туровское Евангелие XI века, 63 инкунабулы, более 600 палеотипов, свыше 12 000 старых карт, атласов и альбомов, одно из крупнейших собраний пергаментов в Балтийских странах (1421 единиц).

## Здание

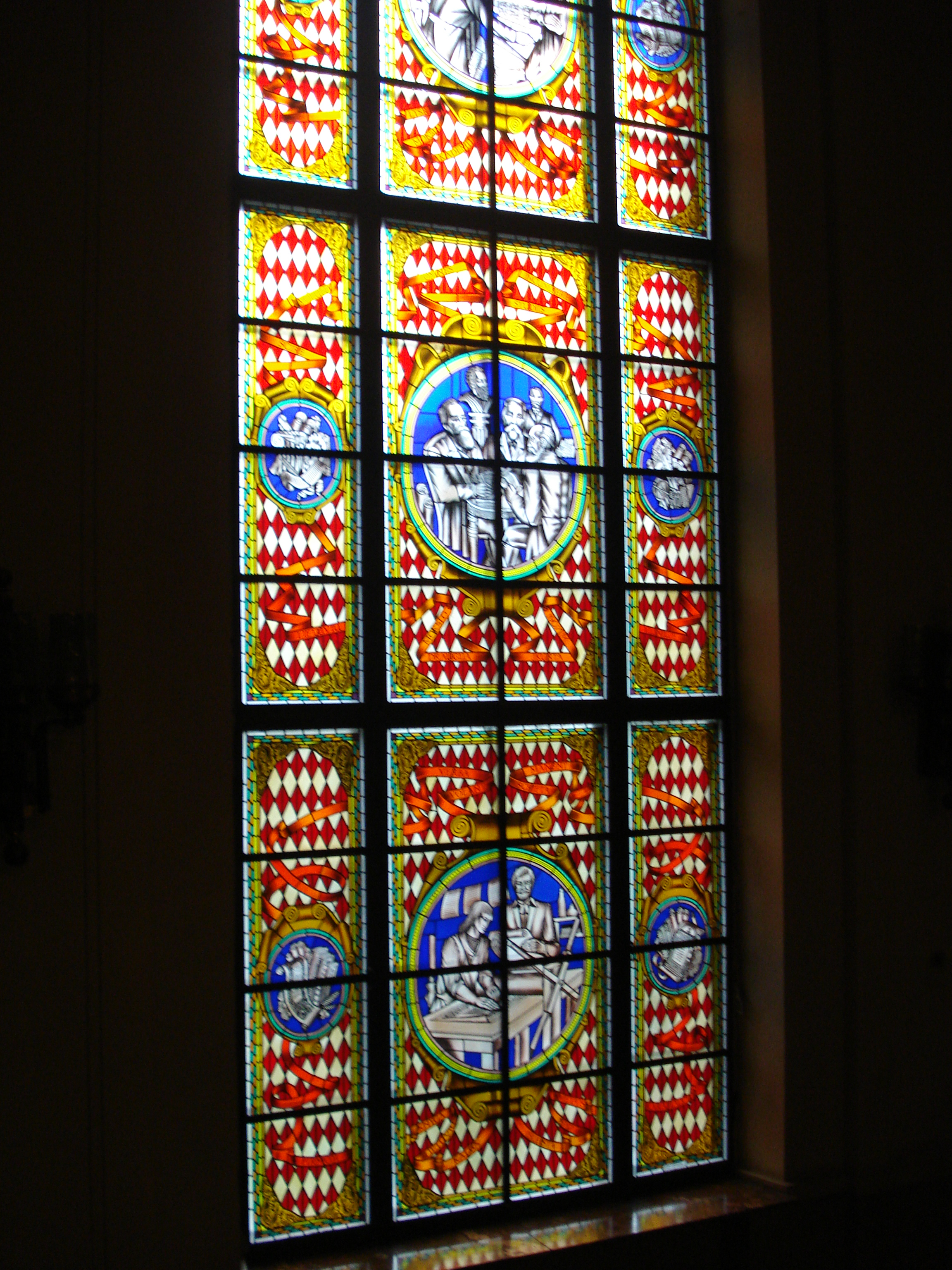
Витраж Бронюса Бружаса

Основное здание построено по проекту архитектора Киприана Мацулевича в 1885 году. Представляет собой двухэтажный дом с мезонином из жёлтого кирпича. Главный северо-восточный фасад выходит на перекрёсток улиц Жигиманту и Врублевскё. Выделяется портик главного фасада с открытой террасой.
Владельцем была Клементина Тышкевич, арендовавшая здание Виленскому обществу науки и искусства (учрежденному в 1907 году) для музея науки и искусства, располагавшегося здесь в 1907—1914 годах. Директором музея был историк, библиофил, общественный деятель Люциан Узембло (Lucjan Uziębło). В 1931—1941 годах в здании размещалась Государственная библиотека Эустахия и Эмилии Врублевских, основу которой составило книжное собрание адвоката Тадеуша Врублевского. В 1944 году в здании располагался штаб 3-го Белорусского фронта.
В фойе первого этажа у входа стоит скульптура «Ядвига и Ягелло» польского скульптора Оскара Томаша Сосновского (1810—1888).

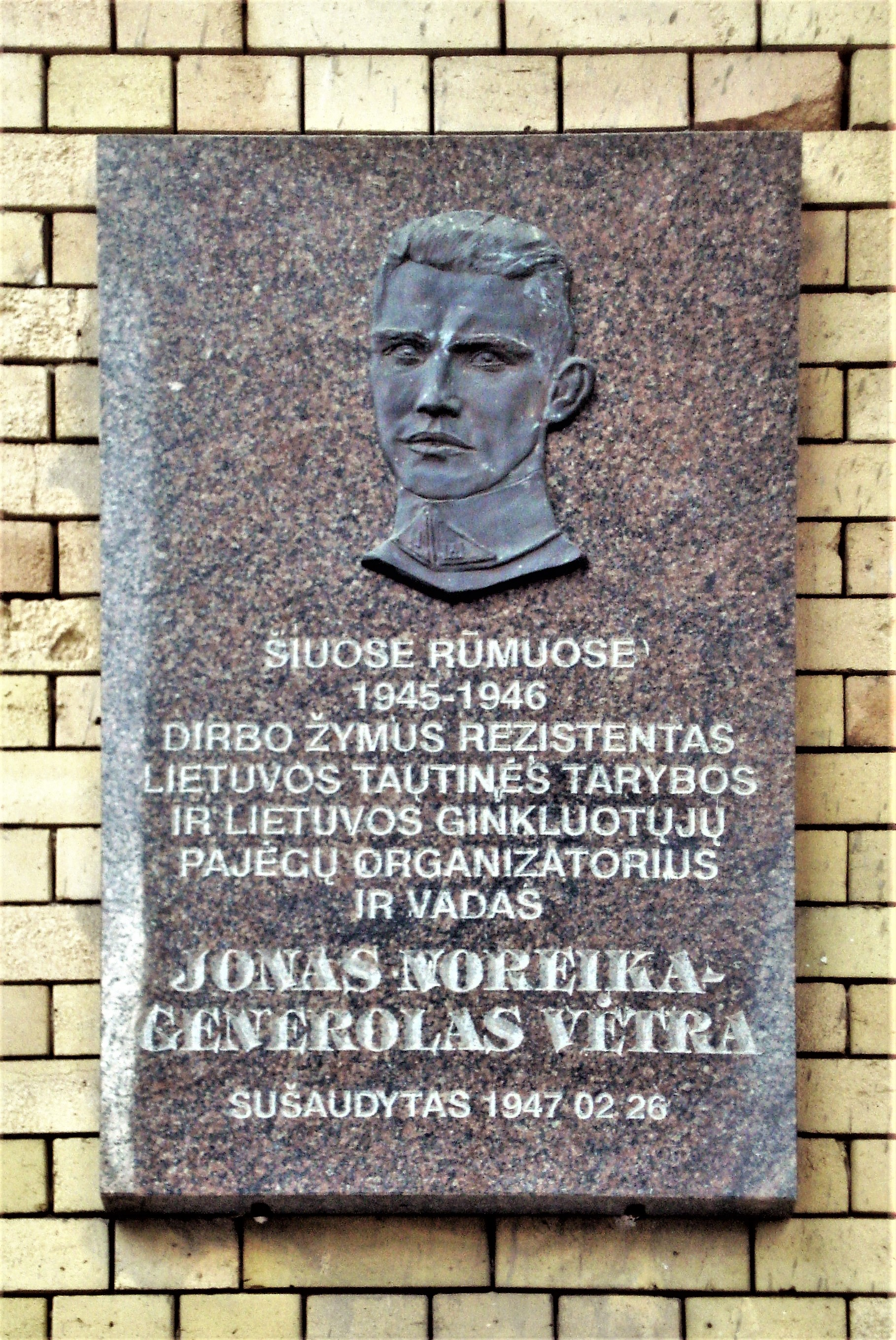
Мемориальная доска литовскому коллаборационисту Йонасу Норейке на фасаде Библиотеки Академии наук имени Врублевских. (Уничтожена С. Томасом 8 апреля 2019 года, а 19 апреля по распоряжению мэрии восстановлена.)

В окне вестибюля в 1979 году установлен витраж из тонкого цветного стекла, скреплённого полосками свинца, художника витражиста Бронюса Бружаса (мастер К. Курляндскас). Композиция витража размером 7×3 м симметричная. По оси симметрии расположены три больших медальона сложной формы с фигурными композициями. С двух сторон их обрамляют 6 медальонов меньшего размера с аллегорическими натюрмортами и орнаменты. Тема фигурных композиций и натюрмортов — история литовской науки: первая литовская книга (внизу), Литовское научное общество (в центре) и современная наука (вверху). Вокруг медальонов расположены сентенции на литовском и латинском языках.
На здании висит мемориальная доска литовскому коллаборационисту Йонасу Норейке, которую самолично уничтожил адвокат Станисловас Томас 8 апреля 2019 года, а 19 апреля по распоряжению мэрии восстановлена.